# Tharsis (Gradfeld)
Das Tharsis-Gradfeld gehört zu den 30 Gradfeldern des Mars. Sie wurden durch die United States Geological Survey (USGS) festgelegt. Die Nummer ist MC-9, das Gradfeld umfasst das Gebiet von 90° bis 135° westlicher Länge und von 0° bis 30° südlicher Breite.
Der Name kommt von einem Albedo feature auf dem Mars, die Gegend wurde nach der spanischen Stadt Tartessus benannt. Das Feld enthält den Großteil des Tharsisplateaus, es ist ungefähr so hoch wie der Mount Everest und von der Fläche ca. so groß wie Europa. Es gibt mehrere Vulkane, u. a. den Olympus Mons, den größten Vulkan des Sonnensystems.